# Esther Bejarano
Esther Bejarano (Saarlouis, Saarland, 15 de desembre de 1924 - Hamburg, 10 de juliol de 2021) va ser, juntament amb Anita Lasker-Wallfisch, una de les últimes supervivents de l'Orquestra de Dones d'Auschwitz.
Filla d'un hazzan de diferents comunitats jueves, el seu pare va detectar el seu interès per la música i l'animà a aprendre piano. Es va traslladar amb la seva família a Ulm el 1936. Amb quinze anys va haver de deixar la casa dels pares per intentar emigrar a Palestina. L'intent no va reeixir. Va fer dos anys de treball dur en un campament a Landwerk Neuendorf, prop de Fürstenwalde, on va ser enviada el 1941. Durant dos anys va treballar per a un viver local. El 20 d'abril de 1943 tots els presoners van ser deportats amb mil jueus al camp de concentració d'Auschwitz. Allà fou obligada a arrossegar pedres fins que es va unir a l'Orquestra de Dones d'Auschwitz, on va tocar l'acordió. Després la van portar a Ravensbrück. El 1945 aconsegueix escapar, fugint, de la mort. Va viure uns mesos en una comunitat formada per 70 supervivents més, inclosa Sylvia Wagenberg, una altra membre de l'orquestra, que es preparava per emigrar a Israel. Després de la guerra, va emigrar a Palestina el 15 de setembre de 1945, i el 1960 va tornar a Alemanya amb el seu marit i els seus dos fills.
A principis dels anys vuitanta, amb la seva filla Edna i el seu fill Joram, va crear el grup musical 'Coincidence'. Cantaven cançons del gueto i en hebreu, i altres cançons antifeixistes com a repertori. Bejarano, resident a Hamburg, va ser cofundadora i presidenta del Comitè Internacional d'Auschwitz i presidenta honorària de la Unió de Perseguits del Règim Nazi. Mentre era a Hamburg, va produir-se un escàndol el 31 de gener de 2004 durant una manifestació contra una concentració nazi a la ciutat, quan va ser atropellada per un canó d'aigua de la policia.

## Premis i distincions
Bejarano va rebre la medalla Carl von Ossietzky i va ostentar la Creu al Mèrit, primera classe de l’Orde al Mèrit de la República Federal d'Alemanya. També va ser premiada amb el «Blue Planet Award» de 2013 de la Fundació Ethecon per la seva «implacable activitat per la pau i contra l'antisemitisme, el racisme i el feixisme».